# Francisco Oviedo
Francisco Arcidio Oviedo Brítez é um político paraguaio afiliado ao Partido Colorado. Foi vice-presidente do Paraguai de 21 de novembro de 2007 até 15 de agosto de 2008.